# Avril 1921

## Événements
- 1er avril : première traversée des Andes par la Française Adrienne Bolland sur Caudron G.III.
- 2 avril : l’Armée rouge entre de nouveau à Erevan et rétablit le régime communiste sous la direction d’Alexandre Miasnikian. Les Dachnaks se replient sur le Zankézour, puis à Ghapan, mais doivent se retirer en Perse après quelques mois de résistance. La répression est freinée par Lénine.
- 6 avril : Simon Kimbangu fonde son Église au Congo belge. Vu par ses disciples comme une quasi-réincarnation du messie, il est arrêté en septembre, condamné à mort puis déporté.
- 11 avril : 
  - Le parlement Kuomintang de Canton élit Sun Yat-sen chef du gouvernement de la République de Chine, en concurrence avec le « gouvernement de Beiyang » en place à Pékin.
  - Abdallah Ier de Jordanie, émir hachémite de Transjordanie, principauté sous mandat britannique (roi en 1946).
  - Bert Hinckler porte à 1 280 km le record de distance australien sur un Avro 534 Baby.
- 15 avril : 
  - Grève conjointe des syndicats des mineurs, des cheminots et des transporteurs au Royaume-Uni.
  - Le comte István Bethlen, premier ministre de Hongrie (fin en 1931).
- 16 avril : naissance du Parti communiste tchécoslovaque.
- 23 avril, 7 juin et 31 août : petite entente entre la Tchécoslovaquie, la Roumanie et la Yougoslavie.

## Naissances
- 1er avril : 
  - Ken Reardon, défenseur de hockey sur glace canadien († 15 mars 2008).
  - André Stil, écrivain français († 3 septembre 2004).
- 2 avril : France Roche, journaliste française († 14 décembre 2013).
- 3 avril : Dario Moreno, chanteur d'opérette et acteur turc († 1er décembre 1968).
- 7 avril : 
  - Erling Sandene, juge et haut fonctionnaire norvégien († 5 mars 2015).
  - Linus Nirmal Gomes, Prêtre jésuite puis évêque indien († 27 février 2021).
- 10 avril : Chuck Connors, acteur américain († 10 novembre 1992).
- 12 avril : Robert Cliche, juge canadien († 15 septembre 1978).
- 14 avril : Thomas Schelling, économiste américain († 13 décembre 2016).
- 16 avril : Peter Ustinov, comédien et écrivain britannique († 29 mars 2004).
- 18 avril : Jean Richard, comédien français († 12 décembre 2001).
- 19 avril : Roberto Tucci, cardinal italien, président émérite de Radio Vatican († 14 avril 2015).
- 22 avril : Cándido Camero, percussionniste cubain († 7 novembre 2020).
- 25 avril : Karel Appel, peintre néerlandais († 3 mai 2006).
- 26 avril : Zbigniew Dłubak, peintre et photographe polonais († 21 août 2005).
- 27 avril : Robert Dhéry, acteur et réalisateur français († 3 décembre 2004).